# Patù
Patù község (comune) Olaszország Puglia régiójában, Lecce megyében.

## Fekvése
A Salentói-félsziget déli részén fekszik,

## Története
A mai települést a 10. század végén alapították, az egy századdal korábbal elpusztított, messzáp eredetű Vereto helyén. A következő évszázadokban nemesi birtok volt. 1806-ban vált önállóvá, amikor a Nápolyi Királyságban felszámolták a feudalizmust.

## Népessége
A népesség számának alakulása:

## Főbb látnivalói
- San Michele Arcangelo-templom - a 16. században épült.
- San Giovanni Battista-templom - a 10-11. században épült román stílusban.
- Madonna di Vereto-templom - a 17. században épült barokk stílusban.
- Sant’Elia-kripta - a 8-9. században építették baziliánus szerzetesek.
- Palazzo Romano - a 19. század elején épült nemesi palota.
- Vereto romjai
- Centopietre - 9. századi síremlék.